# Westeuropaliga 2018/2019 (Dressurreiten)
Die Westeuropaliga des FEI-Dressurweltcups 2018/2019 (FEI Dressage World Cup™  2018–2019, Western European League) war die 34. Saison der west- und mitteleuropäischen Liga des FEI-Weltcups der Dressurreiter. Der Weltcup gilt im Bereich der Westeuropaliga als wichtigste Turnierserie in der Hallensaison.

## Ablauf der Turnierserie
Zur Saison 2018/2019 erhielt die Westeuropaliga zwei neue Etappen: Die Madrid Horse Week, die im Vorjahr bereits ein CDI 5*-Turnier durchgeführt hatte, bekam für ihre Dressurprüfungen den Weltcupstatus. Das zum Jahreswechsel stattfindende Hallenturnier in Mechelen erhielt nach mehrjähriger Abstinenz seinen Weltcupstatus zurück. Göteborg ist 2019 Austragungsort des Weltcupfinals und war daher in dieser Saison keine normale Etappe der Westeuropaliga. Somit erhöhte sich die Anzahl von Etappen auf zehn.
Alle Turniere der Westeuropaliga waren als CDI ausgeschrieben. Gekennzeichnet wurden sie mit dem Zusatz -W (also CDI-W), um sie als Weltcupturniere kenntlich zu machen.
Der Auftakt zur Saison erfolgte mit der erste Wertungsprüfung am 21. Oktober 2018, die letzte Prüfung der Saison wurde am 17. März 2019 durchgeführt. Qualifiziert für das Weltcupfinale 2019 waren die besten neun Reiter der Westeuropaliga sowie eventuelle Zusatzteilnehmer („extra competitors“). „Analytics Sponsor“ des Dressurweltcups war der Softwarehersteller SAP.
Unverändert war der Modus der Etappen: Ein Grand Prix de Dressage diente als Einlaufprüfung für die Grand Prix Kür. Die Anzahl der Teilnehmer des Grand Prix war hierbei durch das Weltcupreglement nicht festgelegt. Qualifiziert aus dem Grand Prix für die Grand Prix Kür waren die 15 bestplatzierten Teilnehmer. Ausschließlich die Grand Prix Kür zählte als Wertungsprüfung für die Westeuropaliga.

## Die Prüfungen

### Herning
Zum zweiten Mal war World Cup Herning Weltcupturnier und Auftakt zur Dressur-Weltcupsaison in der Westeuropaliga. Das in der Jyske Bank Boxen in Herning ausgerichtete Turnier fand vom 17. bis 21. Oktober 2018 statt.
Als erstes Paar schafften Tinne Vilhelmson Silfvén und Don Auriello den Sprung über die 80-Prozent-Marke. Für den 16-jährigen Wallach war die Kür von Herning der erste Weltcupstart seit dem Weltcupfinale 2016, welches er mit seiner Reiterin auf dem zweiten Rang beendet hatte. Helen Langehanenberg hatte mit dem ebenso 16-jährigen Hengst Damsey FRH tags zuvor den Grand Prix der Weltcuptour mit 1,5 Prozent Vorsprung gewonnen. In der Weltcupkür kam sie auf über 81 Prozent. Doch der Tagessieg ging an den zweitplatzierten des Grand Prix: Daniel Bachmann Andersen gewann vor heimischem Publikum mit dem KWPN-Hengst Zack.
|   | Reiter                   | Pferd        | Prozent  | Wertungs- punkte |
| - | ------------------------ | ------------ | -------- | ---------------- |
| 1 | Daniel Bachmann Andersen | Zack         | 83,375 % | 20               |
| 2 | Helen Langehanenberg     | Damsey FRH   | 81,405 % | 17               |
| 3 | Tinne Vilhelmson Silfvén | Don Auriello | 80,900 % | 15               |

(Plätze eins bis drei von insgesamt 13 Teilnehmern)

### Lyon
Frankreichs Etappe des Dressurweltcups fand vom 31. Oktober bis 4. November 2018 in Lyon statt. Die Dressur stand bei der Equitá Lyon in Eurexpo bereits an den ersten drei Turniertagen auf dem Programm, die Weltcupkür wurde am Freitagnachmittag (2. November) ausgetragen.
Im Grand Prix de Dressage ging es bei den Bewertungen des Spitzengruppe eng zu: Isabell Werth, Dorothee Schneider und Patrik Kittel wurden von jeweils einem oder zwei Richtern auf Rang eins geführt, im Gesamtergebnis war Werth mit Emilio mit weniger als einem Prozent Vorsprung siegreich gewesen.
In der Grand Prix Kür zeigte sich Isabell Werths Wallach deutlich selbstbewusster als im Grand Prix. Zu einer neuen Kür kam das Paar auf ein Ergebnis von 84,410 Prozent. Dahinter platzierte sich Patrik Kittel auf Rang zwei. Auch für Kittel gab es eine Premiere: Lyon war das erste Turniere für ihn mit dem 14-jährigen Hannoveraner Delatio, den zuvor Emile Faurie im Turniersport vorgestellt hatte. Auch bei den Reitern gab es ein Debüt unter den Top drei: Kittels Schülerin Antonia Ramel bestritt in Lyon ihre erste Weltcupprüfung. Die 33-jährige Schwedin ritt den KWPN-Wallach Brother de Jeu. Nachdem sie mit diesem bisher auf Ergebnisse unter 75 Prozent gekommen war, knackte sie in der Weltcupkür von Lyon die 80-Prozent-Marke. Dorothee Schneider kam mit Sammy Davis jr. auf 79,365 Prozent und damit auf den vierten Platz.
|   | Reiter        | Pferd          | Prozent  | Wertungs- punkte |
| - | ------------- | -------------- | -------- | ---------------- |
| 1 | Isabell Werth | Emilio         | 84,410 % | –                |
| 2 | Patrik Kittel | Delatio        | 80,980 % | 20               |
| 3 | Antonia Ramel | Brother de Jeu | 80,060 % | 17               |

(Plätze eins bis drei von insgesamt 15 Teilnehmern)

### Stuttgart
Mitte November 2018 wurde die erste deutsche Etappe des Dressurweltcups ausgetragen: Die Stuttgart German Masters fanden vom 14. bis 18. November 2018 in der Hanns-Martin-Schleyer-Halle statt.
Das im Vorwege angekündigte große Duell kam nicht zustande: Während Isabell Werth in Stuttgart mit mehreren Pferden an den Start ging und die Dressurprüfungen dominierte, zog Charlotte Dujardin ihre Teilnahmezusage mit ihrer Stute Freestyle zurück.
Ungefährdet ging der Sieg in der Weltcupkür an Isabell Werth und ihre Westfalenstute Bella Rose. Beim ersten Turnierstart von Bella Rose seit den Weltreiterspielen unterliefen noch Fehler in den Zweierwechseln, dennoch konnte die Gesamtvorstellung überzeugen. Vier der fünf Richter vergaben in der A-Note über 80 Prozent, das Gesamtergebnis aus A- und B-Note betrug 85,660 Prozent.
Dahinter lagen die weiteren Platzierten eng beieinander: Daniel Bachmann Andersen mit dem 10-jährigen Zepter, Helen Langehanenberg mit Damsey FRH und Dorothee Schneider mit Sammy Davis jr. wurden jeweils von mindestens einem der Richter auf den zweiten Rang gesetzt. In der Addition der Richterergebnisse kamen alle drei auf Gesamtnoten im 81-Prozent-Bereich. Auf Rang fünf reihte sich Benjamin Werndl ein, der mit dem 14-jährigen Daily Mirror ebenso von einem der Richter auf Platz zwei gesehen wurde. Im Gesamtergebnis lag er jedoch etwas hinter der vorgenannten Dreiergruppe und kam auf 80,340 Prozent.
|   | Reiter               | Pferd           | Prozent  | Wertungs- punkte |
| - | -------------------- | --------------- | -------- | ---------------- |
| 1 | Isabell Werth        | Bella Rose      | 85,660 % | –                |
| 2 | Dorothee Schneider   | Sammy Davis jr. | 81,840 % | 20               |
| 3 | Helen Langehanenberg | Damsey FRH      | 81,470 % | 17               |

(Plätze eins bis drei von insgesamt 14 Teilnehmern)

### Madrid
Neue südlichste Etappe der Westeuropaliga ist Madrid. Nachdem die Springreiter hier bereits seit 2014 eine Weltcupstation ausrichten, war die Madrid Horse Week vom 22. bis 25. November 2018 erstmals Teil des Dressurweltcups. Im Rahmen des in der Feria de Madrid durchgeführten Hallenturniers finden seit dem Jahr 2014 internationale Dressurprüfungen statt, 2017 erstmals auf CDI 5*-Niveau.
Aufgrund der weiten Anreisewege in der mit einer Vielzahl von hochklassigen Dressurturnieren versehenen Vorweihnachtszeit traten nur wenige Dressurreiter aus Mitteleuropa den Weg nach Madrid an. Das beste Ergebnis eines Reiters, der nicht von der iberischen Halbinsel stammt, errang Hans Peter Minderhoud. Mit dem 14-jährigen Schimmel Zanardi kam er auf 76,110 Prozent. Der Sieg ging wie bei der CDI 5*-Premiere im Vorjahr erwartungsgemäß an Beatriz Ferrer-Salat und ihren inzwischen 17-jährigen Fuchswallach Delgado.
|   | Reiter                | Pferd   | Prozent  | Wertungs- punkte |
| - | --------------------- | ------- | -------- | ---------------- |
| 1 | Beatriz Ferrer-Salat  | Delgado | 81,285 % | 20               |
| 2 | Claudio Castilla Ruiz | Alcaide | 78,915 % | 17               |
| 3 | Maria Caetano         | Coroado | 77,655 % | 15               |

(Plätze eins bis drei von insgesamt 14 Teilnehmern)

### Salzburg
Österreichs Etappe des Dressurweltcups war Teil der Amadeus Horse Indoors in Salzburg. Die Veranstaltung wurde vom 5. bis 9. Dezember 2018 in der Salzburgarena ausgerichtet.
Bereits das Ergebnis des Grand Prix de Dressage zeigte, dass die Konkurrenz in Salzburg leistungsmäßig eng beieinander lag: Benjamin Werndl gewann mit seinem Rappwallach Daily Mirror mit 74,783 %. Auf den Plätzen zwei und drei folgten Dorothee Schneider und Patrik Kittel mit ihren Pferden, punktgleich mit jeweils 74,609 %.
In der Weltcupkür kam Dorothee Schneider mit ihrem gerade erst mit dem Otto-Lörke-Preis ausgezeichneten Hannoveraner Faustus auf 79,730 %. Dies brachte ihr am Ende den dritten Platz ein. Ebenso zur Spitzengruppe in dieser Prüfung mit einem Endergebnis von über 79 Prozent zählten Kristy Oatley mit Du Soleil und Fabienne Müller-Lütkemeier mit Fabregaz (Plätze vier und fünf).
Bei ihrer zweiten gemeinsamen Weltcupkür kamen Patrik Kittel und Delatio wie bereits in Lyon auf knapp über 80 Prozent, was auch in Salzburg Rang zwei einbrachte. Der Sieg ging an Benjamin Werndl und Daily Mirror mit 80,790 %. Das zweite Dezemberwochenende 2018 verlief hoch erfolgreich für die Familie Werndl, Benjamin Werndls Schwester Jessica von Bredow-Werndl hatte beim zeitgleich stattfindenden CDI 5* in Genf mit TSF Dalera BB die dortige Grand Prix Kür gewonnen.
|   | Reiter             | Pferd        | Prozent  | Wertungs- punkte |
| - | ------------------ | ------------ | -------- | ---------------- |
| 1 | Benjamin Werndl    | Daily Mirror | 80,790 % | 20               |
| 2 | Patrik Kittel      | Delatio      | 80,010 % | 17               |
| 3 | Dorothee Schneider | Faustus      | 79,730 % | 15               |

(Plätze eins bis drei von insgesamt 15 Teilnehmern)

### London
Neun Tage nach der Weltcupkür von Salzburg wurde die einzige Wertungsprüfung der Westeuropaliga auf den britischen Inseln ausgerichtet. An den ersten beiden Tagen der Olympia London International Horse Show, dem 17. und 18. Dezember 2018, wurden die Dressurprüfungen in der Londoner Olympia Grand Hall durchgeführt.
Wie bereits für Stuttgart, so stand Charlotte Dujardin auch für London ihr Spitzenpferd Freestyle nicht zur Verfügung. Für das wichtigste Dressurturnier Großbritanniens bekam Dujardin von ihrem Trainer dessen Olympiapferd Delicato zur Verfügung gestellt. Sie hatte den Wallach bereits als junges Pferd in kleineren Prüfungen geritten. Als viertletzte Reiterin in der Kür von London zeigte Charlotte Dujardin einen Ritt ohne wirkliche Schwächen. Sie riskierte dabei jedoch nicht zu viel und wählte daher einen nicht zu hohen Schwierigkeitsgrad der Kür. Die Richter vergaben für den Ritt 80,030 Prozent.
Zweitbestes britisches Paar wurden Hayley Watson-Greaves und der Rappwallach Rubins Nite, die am Ende auf Rang vier kamen (77,705 %). Nach ihr kam Frederic Wandres in das Viereck. Der Bereiter aus dem Stall Kasselmann in Hagen am Teutoburger Wald bestritt 2018 seine erste Weltcupsaison, sein Grand Prix-Pferd war der in Großbritannien gezogene Hannoveraner Wallach Duke of Britain. Mit diesem zeigte er eine extrem anspruchsvolle Kür (Noten der Richter für den Schwierigkeitsgrad: 9,0 bis 9,9). Wandres' Pferd ließ sich von der Atmosphäre in der Olympiahalle nicht verunsichern und leistete sich nur leichte Schwächen in den Galopppirouetten. Sein Endergebnis betrug 80,030 Prozent – er war genau punktgleich mit Charlotte Dujardin. Aufgrund der höheren B-Note ging jedoch Frederic Wandres in Führung.
Als letztes Paar gingen Hans Peter Minderhoud mit dem Rapphengst Dream Boy ins Viereck. Das Paar, das am Vortrag den Grand Prix gewonnen hatte, verpatzte die Zweierwechsel und bekam auch für die Schritttour nur durchschnittliche Noten. Somit verpasste Minderhoud den 80-Prozent-Bereich deutlich und kam auf Rang drei.
|   | Reiter                | Pferd           | Prozent  | Wertungs- punkte |
| - | --------------------- | --------------- | -------- | ---------------- |
| 1 | Frederic Wandres      | Duke of Britain | 80,030 % | 20               |
| 2 | Charlotte Dujardin    | Delicato        | 80,030 % | 17               |
| 3 | Hans Peter Minderhoud | Dream Boy       | 77,990 % | 15               |

(Plätze eins bis drei von insgesamt 12 Teilnehmern)

### Mechelen
Rückkehr in die Westeuropaliga: Nachdem es zuletzt 2011 Weltcupturnier der Dressurreiter war, kehrte Jumping Mechelen - Vlaanderens Kerstjumping in den Weltcupkalender zurück. Wie immer vom 26. bis 30. Dezember ausgetragen, war Mechelen Standort des letzten internationalen Dressurturniers des Jahres.
Die Weltcupkür stand am frühen Nachmittag des 29. Dezember auf dem Programm. Das erste Ergebnis über 80 Prozent lieferte Maria Caetano. Die von Ton de Ridder trainierte Portugiesin konnte mit ihrem Lusitano-Schimmelhengst Coroado ihr Ergebnis aus Madrid nochmals deutlich steigern und erzielte mit 80,160 Prozent eine neue individuelle Bestleistung. Helen Langehanenberg kam mit ihrem Hengst Damsey FRH auf 82,880 Prozent und übernahm zwischenzeitlich die Führung.
Irlands beste Dressurreiterin Judy Reynolds hatte mit ihrem KWPN-Wallach Vancouver K ihren ersten internationalen Turnierauftritt seit den Weltreiterspielen. Auch sie konnte eines ihrer bisher besten Ergebnisse erzielen, mit 78,570 Prozent reichte es für sie am Ende für Rang fünf.
Vorletztes Starterpaar waren Therese Nilshagen und der Rapphengst Dante Weltino OLD. Trotz eines Ergebnisses von 80,090 Prozent verpasste sie knapp eine Top-drei-Platzierung. Den Sieg sicherte sich Hans Peter Minderhoud, der mit Dream Boy wie in London letzter Starter war. Erneut unterliefen in der Wechseltour Fehler, dieses Mal bei den Einerwechseln. Doch im Gesamteindruck konnte sich das Paar besser präsentieren, was die Richter mit 83,665 Prozent belohnten.
|   | Reiter                | Pferd      | Prozent  | Wertungs- punkte |
| - | --------------------- | ---------- | -------- | ---------------- |
| 1 | Hans Peter Minderhoud | Dream Boy  | 83,665 % | 20               |
| 2 | Helen Langehanenberg  | Damsey FRH | 82,880 % | 17               |
| 3 | Maria Caetano         | Coroado    | 80,160 % | 15               |

(Plätze eins bis drei von insgesamt 15 Teilnehmern)

### Amsterdam
Erst Ende Januar fand die erste Etappe der Westeuropaliga im neuen Jahr statt. Die erste von zwei niederländischen Wertungsprüfungen im Dressurweltcup wurde vom 24. bis 27. Januar 2019 im Rahmen des Hallenreitturniers von Amsterdam, genannt Jumping Amsterdam, durchgeführt.
Im Grand Prix de Dressage war Helen Langehanenberg mit dem Hannoveraner Damsey FRH lediglich auf Rang sieben gekommen. Damit gehörte sie in der Kür zur ersten Hälfte der Starter. Hier war sie dann jedoch mit einem Ergebnis von über 82 Prozent die dominierende Starterin.
In der zweiten Hälfte des Starterfeldes erzielte eine überdurchschnittliche hohe Zahl an Teilnehmer Ergebnisse von über 80 Prozent, dies gelang insgesamt sieben von 15 Reitern mit ihren Pferden. Zwischenzeitlich übernahm Dorothee Schneider die Führung, doch der Sieg ging mit klarem Vorsprung an Isabell Werth und ihre Rappstute Weihegold OLD. Damit entsprachen die ersten drei Plätze genau der Reihenfolge, die die Reiter bereits in Stuttgart errungen hatten.
Vor heimischen Publikum zeigte sich in Amsterdam, dass die niederländischen Reiter Anfang 2019 leistungsmäßig nicht an frühere Erfolge heranreichen: Hinter Patrik Kittel auf Rang fünf war Hans Peter Minderhoud mit Dream Boy bester Niederländer (81,380 %). Die weiteren niederländischen Vertreter kamen auf die Ränge acht, elf und zwölf.
|   | Reiter               | Pferd           | Prozent  | Wertungs- punkte |
| - | -------------------- | --------------- | -------- | ---------------- |
| 1 | Isabell Werth        | Weihegold OLD   | 86,810 % | –                |
| 2 | Dorothee Schneider   | Sammy Davis jr. | 82,675 % | 20               |
| 3 | Helen Langehanenberg | Damsey FRH      | 82,440 % | 17               |

(Plätze eins bis drei von insgesamt 15 Teilnehmern)

### Neumünster
Vom 14. bis 17. Februar 2018 fanden sich einige der besten Dressurreiter in Schleswig-Holstein ein. Im Rahmen der VR Classics in den Holstenhallen von Neumünster machte die Westeuropaliga Station.
In der am Sonntagvormittag ausgerichteten Weltcupkür war 2019 die Dominanz der deutschen Teilnehmer erdrückend: Sechs der 15 Reiter vertraten Deutschland, alle sechs kamen im Endergebnis mit über 78 Prozent auf einen der ersten sieben Plätze. Als einziger ausländischer Gast unter den Top sieben platzierte sich Judy Reynolds auf Rang drei. Reynolds, die einzige irische Dressurreiterin unter den Top 100 der Weltrangliste, trat mit dem inzwischen 17-jährigen Vancouver K an. Der Wallach, auf dem Höhepunkt seiner Turnierkarriere befindlich, stellte zusammen mit seiner Reiterin wenige Wochen nach Amsterdam erneut ein individuelles Bestergebnis auf. In Amsterdam waren beide erstmals über 80 Prozent gekommen. In Neumünster steigerten sie sich auf 82,750 Prozent.
Unter ihren Bestergebnissen dieser Weltcupsaison blieb an ihrem 50. Geburtstag Dorothee Schneider mit Sammy Davis jr. Fehler in den Galoppwechseln und in den Pirouetten drückten das Ergebnis auf knapp unter 80 Prozent, was an diesem Tag nur für Rang fünf ausreichte und Schneider die Führung in der Gesamtwertung kostete. Benjamin Werndl und sein Westfale Daily mirror konnten auch in Neumünster knapp über 80 Prozent erringen (Rang vier).
Neue Gesamtwertungsführende vor der letzten Station der Westeuropaliga wurde Helen Langehanenberg. Wie im Vorjahr konnte sie in Neumünster mit ihrem Hengst Damsey FRH besonders überzeugen und kam auf fast 84 Prozent. Eine Richterin wertete Langehanenbergs Ritt sogar als besten des Tages. Doch im Gesamtergebnis aller fünf Richter fiel der Sieg deutlich aus: Mit fast drei Prozent Vorsprung ging der Sieg ein weiteres Mal an Isabell Werth und Weihegold OLD.
|   | Reiter               | Pferd         | Prozent  | Wertungs- punkte |
| - | -------------------- | ------------- | -------- | ---------------- |
| 1 | Isabell Werth        | Weihegold OLD | 86,810 % | –                |
| 2 | Helen Langehanenberg | Damsey FRH    | 83,825 % | 20               |
| 3 | Judy Reynolds        | Vancouver K   | 82,750 % | 17               |

(Plätze eins bis drei von insgesamt 15 Teilnehmern)

### ’s-Hertogenbosch
Die letzte Etappe der Westeuropaliga wurde auch 2019 in ’s-Hertogenbosch ausgetragen. Im Rahmen des Turniers The Dutch Masters – Indoor Brabant, welches vom 14. bis 17. März 2019 durchgeführt wurde, hatten die Dressurreiter eine letzte Möglichkeit, noch Wertungspunkte für das Weltcupfinale zu sammeln.
Die Grand Prix Kür der Weltcuptour am Samstagnachmittag stand als Abschluss eines Dressurvormittags. Zuvor waren bereits eine Kür für Dressurreiter bis 25 Jahre und die Grand Prix Kür der CDI 3*-Tour durchgeführt worden. In letzterer hatte Daniel Bachmann Andersen mit seinem 11-jährigen Fuchshengst Don Olymbrio mit einer Wertung von 84,195 Prozent gewonnen. In der Weltcupkür brachte der Däne den Hengst Zack an den Start und zeigte auch mit ihm eine Leistung, die die Richter durchgängig mit guten Noten belohnten (84,890 %). Ähnlich gut waren an diesem Tag Helen Langehanenberg und ihr 17-jähriger Damsey FRH. Nach eigener Aussage Langehanenbergs war dies die beste Prüfung des Paares, die Richter vergaben 84,875 Prozent.
Im Grand Prix de Dressage hatte Isabell Werth mit Emilio noch mit einem Prozent Vorsprung gewonnen. In der Weltcupkür leistete sich das Paar Schwächen insbesondere in den Schrittlektionen, so dass es nur zu knapp unter 83 Prozent und damit zu Rang drei reichte. Nachdem Dorothee Schneiders Pferd Sammy Davis jr. gesundheitlich nicht in Form war und daher zurückgezogen wurde, hatte Benjamin Werndl noch Chancen, sich den letzten der maximal drei deutschen Startplätze für das Weltcupfinale zu sichern. Im Grand Prix war er noch auf Rang drei gekommen. In der Grand Prix Kür reichte es jedoch mit Daily mirror nur für Rang fünf, 0,005 Prozentpunkte hinter dem Viertplatzierten Hans Peter Minderhoud.
|   | Reiter                   | Pferd      | Prozent  | Wertungs- punkte |
| - | ------------------------ | ---------- | -------- | ---------------- |
| 1 | Daniel Bachmann Andersen | Zack       | 84,890 % | 20               |
| 2 | Helen Langehanenberg     | Damsey FRH | 84,875 % | 17               |
| 3 | Isabell Werth            | Emilio     | 82,930 % | –                |

(Plätze eins bis drei von insgesamt 15 Teilnehmern)

## Gesamtwertung
Die Gesamtwertung diente der Ermittlung, welche neun Reiter aus den Staaten im Bereich der Westeuropaliga sich für das Weltcupfinale qualifizieren. Pro Reiter zählten hierbei die besten vier Platzierungen für die Gesamtwertung.
Weitere Reiter aus anderen Staaten konnten sich über die Westeuropaliga für das Weltcupfinale qualifizieren, soweit sie im Gebiet der Westeuropaliga wohnhaft waren.
Für die Reiter bestand zusätzlich die Möglichkeit, in der Zentraleuropaliga und in der Nordamerikaliga des Dressur-Weltcups Punkte zu sammeln (siehe „weitere“ in der nachfolgenden Tabelle). Als Weltcupfinalsiegerin der Vorsaison war Isabell Werth bereits für das Finale vorqualifiziert. Sie konnte daher in dieser Saison keine Wertungspunkte sammeln.
Vier deutsche Reiter kamen unter die besten neun Ränge der Gesamtwertung, drei davon auf die ersten drei Plätze. Aufgrund des Weltcupreglements sind pro Nation beim Weltcupfinale jedoch nur drei Reiter zulässig. Da Isabell Werth bereits einen dieser Plätze belegte, konnten aus Deutschland nur Helen Langehanenberg und Dorothee Schneider den Sprung in das Finale schaffen. Für die nach Punkten qualifizierten Benjamin Werndl und Frederic Wandres rückten Judy Reynolds und Morgan Barbançon Mestre in das Weltcupfinal-Starterfeld nach.
|    | Reiter                     | Herning | Lyon | Stuttgart | Madrid | Salzburg | London | Mechelen | Amsterdam | Neumünster | ’s-Hertogen- bosch | weitere | Wertungs- punkte |
| -- | -------------------------- | ------- | ---- | --------- | ------ | -------- | ------ | -------- | --------- | ---------- | ------------------ | ------- | ---------------- |
| 1  | Helen Langehanenberg       | (17)    | —    | (17)      | —      | —        | —      | 17       | 17        | 20         | 17                 | —       | 71               |
| 2  | Dorothee Schneider         | —       | 15   | 20        | —      | 15       | —      | —        | 20        | (13)       | —                  | (15)    | 70               |
| 3  | Benjamin Werndl            | (12)    | —    | (13)      | —      | 20       | —      | —        | —         | 15         | 13                 | 20      | 68               |
| 4  | Daniel Bachmann-Andersen   | 20      | —    | 15        | —      | —        | —      | —        | 12        | —          | 20                 | —       | 67               |
| 5  | Patrik Kittel              | —       | 20   | —         | —      | 17       | —      | —        | 15        | —          | 12                 | —       | 64               |
| 6  | Hans Peter Minderhoud      | —       | (11) | —         | (13)   | —        | 15     | 20       | 13        | —          | 15                 | —       | 63               |
| 7  | Maria Caetano              | —       | —    | —         | 15     | —        | 9      | 15       | —         | —          | (8)                | 20      | 59               |
| 8  | Frederic Wandres           | —       | —    | 10        | —      | —        | 20     | —        | 8         | —          | —                  | 20      | 58               |
| 9  | Tinne Vilhelmson Silfvén   | 15      | —    | 12        | —      | —        | —      | —        | —         |            |                    | 25      | 52               |
| 10 | Fabienne Müller-Lütkemeier | —       | —    | 11        | —      | 12       | —      | —        | —         | 11         | —                  | 17      | 51               |
| 11 | Judy Reynolds              | —       | —    | —         | —      | —        | —      | 12       | 11        | 17         | 9                  | —       | 51               |
| 12 | Morgan Barbançon Mestre    | —       | 9    | (5)       | (8)    | 10       | —      | 10       | —         | —          | —                  | 17      | 46               |
| 13 | Antonia Ramel              | —       | 17   | —         | —      | 11       | —      | —        | 9         | —          | 5                  | —       | 42               |

(Plätze eins bis 13)

## Weltcupfinale
Bereits zum neunten Mal war Göteborg Standort des Finals des Dressurweltcups. Das Weltcupfinale der Dressurreiter und der Springreiter wurde vom 3. bis 7. April 2019 im Scandinavium durchgeführt.